# Robert van Genechten
Robert van Genechten (ur. 25 października 1895 w Antwerpii, zm. 13 grudnia 1945) – holenderski publicysta i działacz polityczny belgijskiego pochodzenia, komisarz Południowej Holandii podczas II wojny światowej

## Życiorys
Ukończył studia prawnicze na Uniwersytecie Gandawskim. Podczas I wojny światowej współpracował z Niemcami, okupującymi Belgię, za co został aresztowany i skazany na karę 8 lat więzienia w zawieszeniu. Po zakończeniu wojny pod koniec 1918 zamieszkał w Holandii. W 1934 wstąpił do Narodowo-Socjalistycznego Ruchu Holenderskiego (NSB) Antona Musserta. Od 1938 był redaktorem naczelnym pisma NSB "Nieuw Nederland". Pisał w nim też liczne artykuły, m.in. o wymowie antysemickiej. Po ataku wojsk niemieckich na Holandię w maju 1940 został internowany w więzieniu w Hoorn, po opanowaniu przez Niemców Holandii wyszedł na wolność, po czym rozpoczął kolaborację z okupantami. Początkowo objął funkcję adwokata generalnego w Sądzie Najwyższym w Hadze. Występował jednocześnie jako kandydat na stanowisko ministra edukacji, sztuki i nauki w proponowanym przez A. Musserta gabinecie rządowym, ale Niemcy ostatecznie nie zgodzili się na jego powołanie. W lutym 1943 został komisarzem Południowej Holandii. Ze względu na systematyczne redukowanie jego kompetencji przez niemieckie władze okupacyjne próbował popełnić samobójstwo. Po wyzwoleniu Holandii przez wojska alianckie został aresztowany i uwięziony. W celi popełnił samobójstwo.